# 미술관 옆 동물원
"미술관 옆 동물원(Art Museum by the Zoo)"은 1998년에 개봉한 대한민국의 영화 작품이다. 여성 감독인 이정향의 데뷔작으로, 대조적인 성격의 두 남녀가 한정된 공간에서 티격태격하다가 사랑에 빠진다는 내용의 로맨틱 코미디이다.

## 줄거리
결혼식 비디오 기사인 춘희는 시나리오 작가가 꿈이다. 국회의원 보좌관 인공을 짝사랑하지만 말 한번 제대로 못 붙여볼 만큼 연애에는 초보이다. 어느날 춘희가 혼자 사는 집에 군대에서 휴가를 나온 철수가 들이닥친다. 철수는 연인인 다혜의 집으로 찾아온 것이었다. 철수가 이사간 다혜의 집인 줄 알고 춘희의 밀린 월세를 내주면서 두 사람은 열흘 간 같은 공간에서 지내게 된다. 각자가 좋아하는 상대인 인공과 다혜를 주인공으로 한 시나리오를 공동 저작하면서 두 사람은 차츰 사랑에 빠진다.

## 캐스팅
- 심은하 - 이춘희 역
- 이성재 - 한철수 역
- 송선미 - 다혜 역
- 안성기 - 보좌관 인공 역
- 김광일 - 국회의원 역
- 김선화 - 집주인 역
- 안준모 - 젊은 보좌관 1 역
- 이상진 - 젊은 보좌관 2 역
- 류승수 - 신랑 역
- 이경선 - 신부 역
- 방추성 - 신혼남편 역
- 김진 - 신혼부인 역
- 김철리 - 중년남편 역
- 이현순 - 중년부인 역
- 김도식 - 중년남편 역
- 이영자 - 노년부인 역
- 이준규 - 아이 역
- 김민구 - 그림자 남 역
- 이유경 - 그림자 여 역
- 한상범 - 머리큰 남자 역

## 기타
- 제20회 청룡영화제 각본상 수상
- 제36회 대종상 신인감독상, 여우주연상, 신인남우상 수상
- 제7회 춘사영화제 신인감독상, 신인연기상 수상[1]
- 서울 관객 수 - 242,242명

## 참고 문헌
- 박은영 (1998년 12월 15일). “유쾌한 해피엔딩, <미술관 옆 동물원>”. 씨네21. 2016년 4월 10일에 원본 문서에서 보존된 문서. 2008년 3월 19일에 확인함.